# Kartoffel
 "Kartofler" omdirigeres hertil. For andre betydninger af Kartofler, se Kartofler (flertydig).
Kartoffelplanten (Solanum tuberosum) er en 25-100 centimeter høj urt, der dyrkes for sine store, stivelsesholdige rodknolde og hører til blandt verdens mest dyrkede afgrøder. De overjordiske dele af planten er giftige, og det gælder i et vist omfang også knolde, som har ligget i jordoverfladen, så de er blevet grønne.
Ordet kartoffel kom til dansk via tysk, som havde overtaget det fra italiensk tartufolo, der betyder trøffel. På dialektalt og spøgende dansk bruges også ordet "potet", der stammer fra spansk patata, hvor det på sin side er overtaget fra tainosproget batata. Dette ord henviste dog egentlig til sød kartoffel (Ipomoea batatas). Taino er et uddødt sprog, som taltes i Caribien, før europæerne koloniserede Amerika.
I nutiden anses kartoflen som en central næringskilde, der sammen med ris og pasta af Fødevarestyrelsen anbefales til at indgå dagligt i kosten på grund af det store indhold af kulhydrater.
FN har udnævnt den 30. maj til kartoflens internationale dag. På herregården Hofmansgave på Fyn ligger Danmarks eneste kartoffelmuseum. Det blev i 2000 indviet på initiativ fra Danmarks Kartoffel Råd og Otterup Kartoffellaug. Museet viser, hvordan kartoffeldyrkningen fandt sted i Danmark fra omkring 1930 og op til år 2000. Den årlige verdensproduktionen er 350 millioner ton.

## Beskrivelse
Kartoffelplanten er en sædvanligvis enårig, urteagtig plante med opret vækst. Bladene sidder spredt og er fjersnitdelte med runde, helrandede afsnit. Blomsterne er violette (eller sjældnere: hvide) og sidder endestillet i små kvaste. Frugterne er store, grønne eller violette bær.
Kartoffelplanten danner store, stivelsesholdige knolde på de underjordiske stængler. Sortsvalg, forsigtig optagning, rigtig opbevaring og frasortering af smittede knolde kan begrænse angrebet af de frygtede sygdomme (se nedenfor).
Højde x bredde og årlig tilvækst: 0,75 x 0,50 (75 x 50 cm/år).

## Oprindelse
Kartoflerne, der dyrkes i dag, kommer fra forskellige lokale sorter, der forekommer i Andesbjergene fra det vestlige Venezuela til Argentina og øen Chiloé i det sydlige Chile. De ældste kendte spor af vilde kartofler blev fundet på Chiloé; deres alder anslås til at være 13.000 år. De chilenske lokale sorter stammer formentlig fra de peruvianske andessorter (Solanum tuberosum ssp. Andigenum (Juz. & Bukasov) Hawkes), som sandsynligvis er blevet hybridiseret med den vilde art Solanum tarijense. Denne vilde art findes i Bolivia og Argentina. I Peru, der længe har været betragtet som kartoflens oprindelsesland, findes der mere end 3.000 endemiske kartoffelsorter. De fleste kan kun dyrkes i de peruvianske Andesbjerge, fordi deres geologiske og klimatiske krav betyder, at de ikke trives i andre dele af verden. Den største forskel mellem den peruvianske bjergkartoffel og de sorter, der dyrkes i andre vækstområder, er, at den er tilpasset til forskellige lysforhold (dag- og natcyklus).

## Historie
De tidligst kendte kartofler blev opdaget i Andesbjergene i Peru og Chile og lignede langt fra de forædlede kartofler, vi kender fra grønthandlerne i dag. De tidligste spor dateres til omkring år 4. årtusinde f.Kr., og de blev fundet ved en arkæologisk udgravning i Chiripa, ved Titicacasøens bred i Bolivia. Andre spor er fundet i Peru og ved Chiles nordlige kyster.
Da spanierne invaderede Sydamerika, opdagede de, at kartoflen kunne give et billigt og næringsrigt tilskud til kosten. De første kartofler, som blev eksporteret fra den nye verden, ankom til De Kanariske Øer i 1567. Det gjorde øerne til det første sted for kartofler udenfor Mellem- og Sydamerika. Fra øerne udbredtes den til i Europa og i Orienten. Disse kartofler minder imidlertid ikke meget de kartofler, vi kender i dag.
Kartoflen var ikke populær i Europa i begyndelsen, fordi den ikke var omtalt i Bibelen. En anden berømt plante, tomaten, led i begyndelsen samme kranke skæbne. Pudsigt nok, for dens slægtning tobaksplanten var vel accepteret. Kartoflen blev af præstestanden erklæret uegnet som føde til mennesker.
Ikke desto mindre nåede kartoflen til Sevilla i 1570, hvor den i 1573 af et hospital blev brugt til bespisning. Derfra bredte den sig langsomt til resten af verden. Først til Italien og Tyskland, senere til Orienten. I Sverige tvang et kongeligt dekret svenskerne til at dyrke kartoflen.
I 1664 udgav englænderen John Forster bogen England's Happiness Increased: A Sure and Easie Remedy against the Succeeding Dear Years, hvor han berømmede kartoflen som en hjælp mod madmangel. I Burgund (del af det nuværende Frankrig) fik bønderne forbud mod at dyrke den, fordi kartoflen skulle føre til spedalskhed, dette med tanke på knoldenes lighed med spedalskes deformerede hænder og fødder.
Kartoffelavl i større stil begyndte i 1684 i Lancashire, 1716 i Sachsen, 1728 i Skotland, 1738 i Preussen og 1783 i Frankrig. Organiseringen af kartoffelavlen i de europæiske kolonier i Nordamerika begyndte i 1719 i New Hampshire. Hovedårsagerne til, at kartoflen blev grundlaget i hele Europa, var manglen gødning til kornmarkerne i anden halvdel af 1700-tallet, men længe efter blev kartofler primært dyrket som dyrefoder mange steder eller som føde for fanger. Frederik den Store af Preussen sendte 1774 kartofler til Rusland for at lindre sulten i landet, men de russiske landmænd nægtede at røre dem, før de blev tvunget til at gøre det ved Katharina 2. af Ruslands direktiv. Kartofler blev først udbredt i Rusland i midten af 1800-tallet af Nikolaj 1. af Rusland.
Den franske forfatter og filosof Denis Diderot skrev i sin encyklopædi (omkring 1750) at "denne rod, hvordan man end tilbereder den, er smagløs og stivelsesrig." Den franske fysiolog Antoine Parmentier bragte dog kartoflen med tilbage til Frankrig i 1771 efter et fængselsophold i Tyskland og udbredte den under tilskyndelse af Ludvig XVI.
Til Danmark kom kartoflen først rigtig med de franske huguenotter, der i 1720'erne fik lov af Frederik 4. til at bosætte sig i Fredericia. Siden indvandrede de såkaldte kartoffeltyskere og bosatte sig i 1760'erne på den jyske hede. Her opstod der egentlige kartoffelbrug, men den første lange tid var der ingen begejstring i den danske befolkning for disse "tyskerklumper". Man anså kartoflerne for at være uegnede som føde til mennesker, og de fleste endte som foder for grise og andre husdyr.
De første, som satsede på kartoflerne i Danmark, var godsejerne. Senere fulgte sognefogederne og bønderne. Landarbejderne og husmændene dyrkede kartoflen i haver og i udkanten af markerne.
Nu bredte kartoflen sig endelig, om end det skulle tage næsten 200 år fra hjembringelsen fra Sydamerika, til kartoflen var alment accepteret. Omvendt betød kartoffelplantens høje produktivitet, at man kunne skære ned på brødrationerne, hvad der gjorde fattige landarbejdere fuldstændigt afhængige af kartoffelhøsten. 1837 ved den første landbrugstælling blev der dyrket kartofler overalt i Danmark på markerne.
Kartoflen var sandsynligvis en af årsagerne til, at en stor del af den fattigste del af befolkningen klarede sig igennem trange tider, og at befolkningstallet fik et stort opsving i denne tid.
I Irland begyndte man som nogle af de første at dyrke kartoflen i stor stil. Den lagde grundlaget for en befolkningseksplosion, frem til der i 1845 boede 8 millioner mennesker i Irland. I årene 1845, 1846 og 1847 bredte kartoffelsygen (skimmel) sig over hele Europa. Kartoflerne rådnede på markerne, og millioner af mennesker døde af sult. Særlig hårdt ramt blev Irland, hvor kartoflen var almuens hovedernæring. Det fremkaldte i næste omgang en katastrofal hungersnød, da planterne blev angrebet af sygdom i 1846. I Danmark var der ingen hungersnød, fordi man her dyrkede mange andre afgrøder end kartofler på markerne. Alligevel var de fattigste hårdt ramt.
Under 1. verdenskrig, fandt man ud af, at kartoflen har et meget stort indhold af C-vitamin, og at det var kartoflens udbredelse som føde for mennesker, der fik skørbug til næsten at forsvinde omkring 1900.

## Dyrkning
Kartofler dyrkes ikke af frø, men spirer, der vokser fra gamle kartoflers øjne. Produktionen af læggekartoflerne foregår således som en del af sidste års afgrøde under tempererede forhold hen over vinteren. Når foråret kommer, og varmen forbliver længere end et par dage ad gangen, kartoflerne tage en spa (et år). Homebreeding normalt finder sted for at sætte hele eller delvise kartofler med mindst to øjne i formen.
Forberedelsen af marken til dyrkning af kartofler begynder normalt med en omvendt grundbearbejdning ved pløjning enten i det foregående efterår eller om foråret. I tilfælde af efterårspløjning harves jorden igen om foråret til en dybde på cirka 15 centimeter. Plantesengen skal være adskilt, smuldret, fri for knopper og tørre for at lette lægningen af læggekartoflerne. Flade, store og sammenhængende områder med fine, sandede jordarter uden sten er særligt velegnede til dyrkning af kartofler. Når kartofler dyrkes til mad, er bestandstætheden lavere og knoldene større. Målet er at dyrke mellem 40.000 og 45.000 planter pr. hektar til madformål, men omkring 60.000 planter pr. hektar til produktion af læggekartofler.
Kartofler dyrkes ikke af frø, men spirer, der vokser fra gamle kartoflers øjne. Produktionen af læggekartoflerne foregår således som en del af sidste års afgrøde under tempererede forhold henover vinteren.
Læggekartoflerne plantes ved håndkraft, eller ved hjælp af særlige plantemaskiner, der planter knoldene i en dybde på 8 til 10 centimeter og derefter lukker jorden igen. Afstanden mellem rækkerne er mellem 60 og 90 centimeter. Med hensyn til spor og dækbredde på de anvendte maskiner er en rækkeafstand på 75 cm almindelig. Afstanden mellem planterne i rækken varierer mellem 25 og 40 centimeter afhængigt af den ønskede bestandtæthed.
Ukrudtsbekæmpelse kan udføres mekanisk, med ukrudtsbrænder, ved at sprøjte med ukrudtsmiddel (herbicid) eller ved kombinationer af disse bekæmpelsesmetoder. I konventionelt landbrug er ukrudtsbekæmpelse med sprøjtegifte almindelig. I økologisk landbrug bekæmpes ukrudt mekanisk eller med ukrudtsbrænder. Målet med mekanisk kontrol er at stoppe det spirende ukrudt ved at det løsnes fra jorden, så det visner i solen. Det skal gentages så ofte som nødvendigt, når der kommer ukrudt, indtil kartoffelplanterne dækker jorden helt.
I slutningen af vækstsæsonen uddør ukrudtet. Det forsvinder også, når knoldene er store nok til at afbryde væksten, når knoldene er optimale, for at gøre knoldene klar til høst ved at løsne knoldene fra navleenderne og konsolidere bælgene og for at forhindre sygdom i at inficere knoldene. Der er forskellige metoder til denne modningsbehandling, som kan afhænge af dyrkningssystemet. Dette inkluderer mekanisk ødelæggelse af de overjordiske dele af planten ved at benytte kartoffelhypper eller bruge sprøjtemidler (herbicider).
Til selvforsyning på mindre skala, eller ved brug af permakultur, kan kartofler også dyrkes i jorddække såsom græs, tang eller halm.

## Ernæring og udbredelse
Kartoflen anses som mere ernæringsrigtig end ris, hvede og majs og indeholder langt mindre fedt end hvede og mere protein end majs. Kartoflen var i 2008 verdens tredje mest dyrkede afgrøde efter ris og hvede. Den har et udbytte, der er fire gange højere end ris og hvede på samme areal. Kartoflen spiller en stor rolle i det europæiske køkken, og europæerne og amerikanerne er stadig store kartoffelforbrugere. Først i de seneste årtier er kartoflen blevet mere udbredt i Asien. Kina er nu den største kartoffelproducent på verdensplan med omkring en femtedel af verdensproduktionen.
Hviderusland er det land, hvor der bliver spist flest kartofler: 175 kilo per person om året.
Kartofler kan dyrkes på alle jorder i Danmark, men trives særligt godt på sandede, magre jorder i de vestlige og nordlige egne af landet. Her klarer kartofler sig forholdsvis bedre end de fleste andre landbrugsplanter, og her er risikoen for virussmitte via bladlus lavere end i de mildere, østlige egne.

## Kartoffelstivelse
Kartofler har et stort indhold af stivelse, og stivelsesindustrien spiller en større og større rolle som aftager af kartofler. Men kartoffelstivelsen har ikke den ideelle molekylære sammensætning. Der er to forskellige komponenter i kartoffelstivelse, begge polysakkarider opbygget af glucose, men med helt forskellig kemisk struktur og dermed egenskaber:
- Amylopektin, som udgør 80 % af stivelsen i kartofler, består af store, forgrenede molekyler af polymeriseret glukose. Amylopektin gør stivelsen vandopløselig og klistret, hvorfor amylopectin er særligt anvendelig i fødemidler, i papir og i den kemiske industri som fortykningsmiddel, lim og smøremiddel.

- Amylose, som udgør 20 % af stivelsen i kartofler, består af lange, uforgrenede kæder af polymeriseret glukose. Amylose bruges også i den kemiske industri.

## GMO
På grund af amylopectinets store værdi som fortykningsmiddel er der store bestræbelser i gang for at genmodificere kartofler til sorter, der producerer mere og bedre amylopectin uden amylose.
Der arbejdes også på at udvikle sygdomsresistente kartoffelsorter ved genetisk modifikation.
Tidligere er kartofler blevet gensplejset med genet for lectinet GNA fra vintergækker. GNA er et aktivt lectin, der binder sig til skadedyrs tarmsystem. Arpad Pusztai, en skotsk-ungarsk biokemiker og ernæringsforsker, sagde i 1998 i et interview på britisk TV (World in Action), at hans forskningsgruppe havde observeret skader på tarmsystemet og immunsystemet på rotter fodret med de genetisk modificerede kartofler. Han tilføjede:
"Hvis jeg kunne vælge, ville jeg helt sikkert ikke spise dem (...), og jeg finder det urimeligt at bruge medborgere som forsøgskaniner". Disse bemærkninger startede Pusztai-affæren om genetisk modificerede fødemidler, og den skotsk-ungarsk biokemiker blev omtalt som “kartoffellægen” i den offentlige debat.

## Sygdomme hos kartofler
For at forhindre spredning af plantesygdomme og skadedyr anbefales det, at der ikke dyrkes kartofler på den samme mark eller det samme jordstykket flere år i træk. Det er bedst med et sædskifte, så der efter kartoffeldyrkning dyrkes noget andet på arealet i de følgende to sæsoner.
- Rundorme: De plantesnyltende rundorme kan være meget ødelæggende og kan forhindre dyrkning af bestemte afgrøder i årevis.
- Tæger: De fleste tæger lever af at suge saft fra planter.
- Agerugle: Er skadelige, da de lever på rødderne af f.eks. gulerødder, kartofler, porrer, løg og rødbeder.
- Bladrullesyge er en virussygdom, som kan ramme kartofler. Sygdommen blev i Danmark første gang registreret i 1905.
- Kartoffelskimmel er en ægsporesvamp, som angriber kartoflerne, så de rådner og bliver uspiselige.
- Kartoffelskurv eller almindelig kartoffelskurv er en plantesygdom, der angriber kartofler.

## Opbevaring
For at have kartofler til rådighed året rundt, sælges kartofler dyrket i lande med forskelligt klima. Lokalt dyrkede kartofler oplagres også. Da spiring af kartoflerne i oplagring øger stofskiftet i knoldene og fører til en ændring i ingredienserne, gælder det ved lagring om at undertrykke spiring. Derudover bør infektion med svampe eller bakterier eller skadedyrsangreb forhindres. Ved lagring kan, i bedste fald omkring 4 % af kartoflerne (målt i vægt) gå tabt. I værste fald kan hele høsten gå tabt. Selv under de mest gunstige forhold sker der en gradvis nedbrydning af kartoffelknoldene på grund af det igangværende stofskifte, hvor indholdet af sukker nedbrydes til kuldioxid.
Ved professionel opbevaring afkøles kartoflerne indledningsvis gradvist (højst en til to plusgrader om dagen) og tørres derefter. Knoldene har det laveste stofskifte ved en opbevaringstemperatur på 3 °C. Imidlertid medfører lave temperaturer en øget sukkerproduktion, hvilket er ugunstigt for brugen af kartofler til fødevareproduktion. Spisekartofler opbevares derfor i mørke, godt ventilerede opbevaringsområder ved 5 °C til 10 °C og omkring 90 % luftfugtighed. Kartofler fra konventionelle landbrug sprøjtes også med spireinhibitorer (især chlorpropham) og fungicider for at understøtte opbevarings og behandlingsmålene, hvilket er angivet ved tilsætningen "behandlet efter høsten" på etiketten. Dette er ikke tilladt for varer, der skal tilbydes på markedet i overensstemmelse med EU's økologiske regulering eller strengere kriterier. Læggekartofler opbevares derimod ved temperaturer på 2-3 °C eller 6-7 °C, afhængigt af sorten.
For høj opbevaringstemperatur og forekomst af lys fremmer spiring og “grønne” knolde og dermed dannelsen af giftig solanin. Hvis de opbevares for tørt, vil de vandholdige knolde visne. Formdannelse på grund af fugtophobning skal også undgås. Desuden forhindrer en lav dumphøjde skadelige trykpunkter. Fælles opbevaring med frugt anbefales ikke. På grund af kravene til opbevaringstemperatur og fugtighed kræver korrekt kartoffelopbevaring ofte kunstig ventilation, opvarmning eller køling, men kan om efteråret også opbevares udendørs under beskyttelse.

## Kartoffelvarianter og sorter (udvalg)
Kartoflen bruges i mange varianter, herunder kogte kartofler, bagt kartoffel, hasselbackkartoffel, kartoffelmos, pommes frites og rösti.
- Aspargeskartoffel er en gul fastkogende kartoffel. Aspargeskartoflen koges med skrællen på og pilles inden servering for at bevare smagsnuancer i kartoflen. Den er velegnet til kartoffelsalat.
- Ditta er en middeltidlig aflang fast gul kartoffel, der kan spises både varm og kold.
- Exquisa er gul langoval kogefast kartoffel, som er velegnet til kartoffelsalat.
- Hamlet er en tidlig dansk kogefast gul og rund kartoffel, som kan bruges både i kolde og varme retter.
- Jutlandia er en middeltidlig dansk gul kogefast sort med ovale velformede gule knolde.
- Ballerina er en middeltidlig dansk sort med ovale knolde. Farven er lys og gul og er velegnet til bagning.
- Bintje stammer oprindelig fra Holland og er i dag en af de mest solgte sorter i Danmark. Bintje skal kun lige være gennemvarm, da den let koger ud. Kartoflen er især god til mos.
- Sava har har en gul farve, er kogefast og en rund og blød smag, der passer til de fleste retter, og som også er velegnet som pillekartoffel.
- Fakse er en nyere dansk sort med ensartede velformede, let ovale knolde. Farven er lys-gul. Kartoflen har en god smag og er velegnet til kogning og tilberedning i ovnen.
- Folva er en nyere dansk sort. Farven er flot gul og smagen let og fin kartoffelsmag. Den er velegnet som bagekartoffel og fås mest om efteråret.
- Estima er en engelsk sort med store velformede knolde, lys gul farve og højt indhold af tørstof, der gør sorten særligt velegnet som bagekartoffel.
- Marabel er oval med gul skræl og har en mild smag. Den er fastkogende og har en kortere kogetid end andre sorter. Er velegnet som bagekartoffel, da bagning fremhæver kartoflens sødme.